# AKD-10
AKD-10空地导弹是中国近年装备的一款空对地导弹，主要装备于武装直升机以及无人机，蓝箭7为其出口型。曾有报道称该导弹为红箭10，但近年来解放军规范军语，除以装备直升机的红箭-8外，新研制空地导弹皆不再称为红箭。

## 研发与特点
该型导弹与AGM-114地狱火导弹类似，皆为激光半主动制导近程对地导弹，主要用于武装直升机及无人机攻击坦克、火力点、雷达站等地面坚固点目标。
AKD-10采用固体火箭发动机，根据其出口型蓝箭-7数据显示：导弹射程7000米，弹长1775毫米，弹径170毫米，弹重46公斤，静破甲1400毫米。

## 装备
该型导弹用于装备直-10及直-19武装直升机，近年来亦有该型导弹用于无人机的报道。蓝箭-7为其出口型。

## AKD-9
因直-19机体较小，另有同步研发AKD-9空对地导弹用于直-19，同为半主动激光制导，外观布局也相近，但尺寸、重量与射程有所缩水。直-10因发动机功率不足，也有使用AKD-9以增加挂弹量的情况（直-10可挂载8枚AKD-10或16枚AKD-9）。

## 外部連結
- 中国公开展示武直十专用AKD10型空地导弹 新浪网（页面存档备份，存于）
- 蓝箭-7空地导弹静态展示 新浪网（页面存档备份，存于）